# Liste der Kulturdenkmäler in Müllenbach (bei Mayen)
In der Liste der Kulturdenkmäler in Müllenbach sind alle Kulturdenkmäler der rheinland-pfälzischen Ortsgemeinde Müllenbach aufgeführt. Grundlage ist die Denkmalliste des Landes Rheinland-Pfalz (Stand: 21. September 2023).

## Denkmalzonen
| Bezeichnung                                                         | Lage                   | Baujahr | Beschreibung | Bild                           |
| ------------------------------------------------------------------- | ---------------------- | ------- | --- | ------------------------------ |
| Denkmalzone „Bereich Schieferabbau und -verarbeitung Kaulenbachtal“ | östlich des Ortes Lage | ab 1695 | 1695 bis 1959 betriebene Anlage mit Gruben, Stollen, Abraumhalde und Betriebsgebäude (teilweise auf den Gemarkungen von Laubach und Leienkaul) | weitere Bilder Fotos hochladen |

## Einzeldenkmäler
| Bezeichnung                          | Lage                        | Baujahr         | Beschreibung                                                   | Bild                           |
| ------------------------------------ | --------------------------- | --------------- | -------------------------------------------------------------- | ------------------------------ |
| Vesperbild                           | Hauptstraße, an Nr. 13 Lage | 18. Jahrhundert | Vesperbild, 18. Jahrhundert                                    | BW                             |
| Relief                               | Hauptstraße, an Nr. 26 Lage | 18. Jahrhundert | bäuerliches Relief, 18. Jahrhundert                            | BW                             |
| Katholische Pfarrkirche St. Hubertus | Hauptstraße 37 Lage         | 1853–55         | dreischiffige Basilika, 1853–55, Architekt Vincenz Statz, Köln | weitere Bilder Fotos hochladen |